# Palazzo Requisenz
Il Palazzo Requisenz o Palazzo Requesens è un edificio di Solarino, in provincia di Siracusa, in Sicilia. 

La sua costruzione risale al 1758 per volere di Don Giuseppe Antonio Requisenz, Principe di Pantelleria, Conte di Buscemi e Barone di Solarino, che lo fece costruire utilizzando il materiale calcareo proveniente dalle cave presenti in località Maltese, come residenza di campagna dei padroni del feudo Solarino. 

Grazie alle sue dimensioni (specie alla lunga facciata) e alle sue semplici decorazioni, questo edificio è forse il più significativo per la rigorosa geometria dell'impianto e dell'accoppiamento cromatico dei materiali fra quelli che qualificano lo spazio ambientale in cui sorge, cioè Piazza del Plebiscito. Infatti, provenendo da Floridia, il complesso si presenta proprio frontalmente, alla fine dell'asse viario SS 124 - Corso Vittorio Emanuele.

I caratteri fondamentali di questa architettura si ritrovano nell'arte catalana, di cui Palazzo Requisenz rappresenta l'unico esemplare in Sicilia. 

Il tipo edilizio del Palazzo presenta il prospetto principale allineato alla Piazza. Al piano terra, oltre l'ingresso ed al cortile interno, prevalgono quelle che una volta erano le destinazioni di servizio (es. magazzini); il primo piano, quello nobile, è costituito da una serie di camere tutte intercomunicanti tra di loro. La facciata, in corrispondenza dell'ingresso e dei balconi presenta un'accentuazione nel linguaggio architettonico e decorativo, collegati in modo da formare una stessa struttura figurativa.
Gli elementi architettonici del piano terra (finestre) sono circondate da mostre in pietra e da conclusioni a frontone per allontanare l'acqua dagli infissi, mentre i ballatoi dei balconi del piano nobile realizzati anch'essi in pietra, sono sostenuti da cagnoli scolpiti con motivi geometrici da maestri lapicidi. La trabeazione conclusiva, posta in corrispondenza dell'appoggio del tetto, è proporzionata sia per i suoi sviluppi in altezza che in aggetto, sull'ordine sottostante alle dimensioni dell'intera facciata. 
Nel 1993, a seguito del Decreto dell'Assessorato ai Beni culturali ed ambientali della Regione Siciliana n. 5732 del 27 marzo, a tale edificio venne concessa la tutela ai sensi della Legge n. 1089 del 1939, vale a dire la sua elevazione a monumento d'interesse storico-artistico.